# DSB řada MY 1201 - 1202

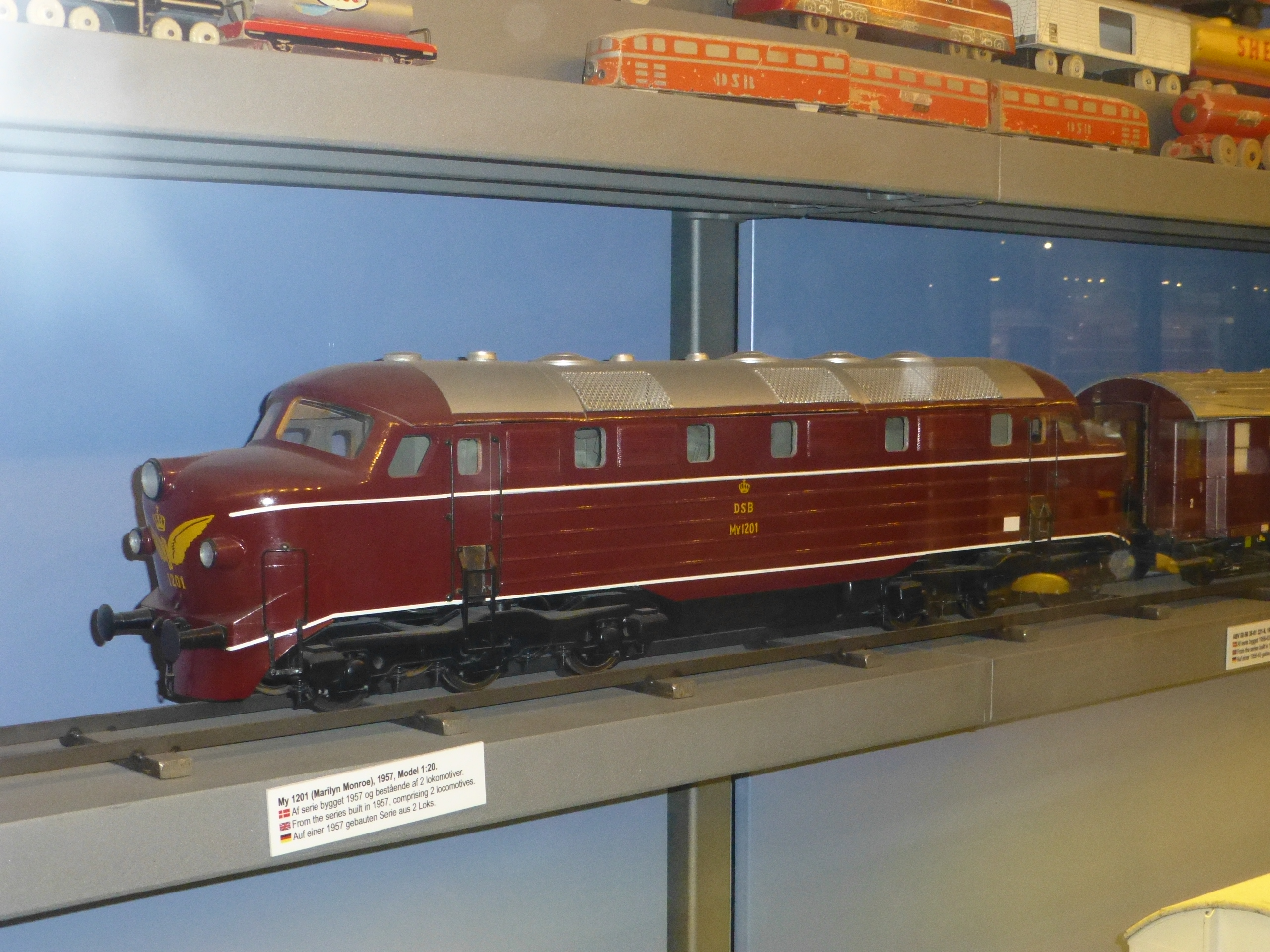
Model dánské lokomotivy řady MY

Lokomotivy řady MY 1201 a 1202 byly produktem dánské lokomotivky A/S Frichs v Århusu. 
Po dodávkách prvních lokomotiv řady MY firmy NOHAB vznesla firma Frichs protest, a proto DSB u ní z politických důvodů objednaly dvě lokomotivy podobných parametrů. Lokomotivy byly dodány v roce 1957. Lokomotivy měly podobné parametry i vzhled, jejich nos však byl více špičatý a připomínal tak více původní americkou FP7. Jelikož Frichs neměl licenci GM, byly použity domácí motory Burmeister & Wain, zatímco elektrickou část dodala firma Thrige-Titan.
Lokomotivy měly přezdívku Marilyn Monroe. V provozu se příliš neosvědčily pro značnou poruchovost. V roce 1969 byly vyřazeny a v roce 1971 sešrotovány.